# Enaam Mayara
 (décembre 2024).
Enaam Mayara (en arabe : النعم ميارة), né en 1968, est un homme politique et syndicaliste marocain sahraoui.
Il préside la Chambre des conseillers, la chambre haute du Parlement marocain, entre 2021 et 2024, ainsi que l'Assemblée parlementaire de la Méditerranée (APM) pour un mandat de deux ans (2023-2024). Il est président de l'Union générale des travailleurs du Maroc (UGTM), syndicat affilié au parti Istiqlal.